# Statua Dattari (52.89)
La statua di un sacerdote di Amon, detta anche Statua Dattari (52.89) dal nome del collezionista che ne fu il primo proprietario, è un'antica scultura egizia raffigurante un ignoto sacerdote del dio Amon, principale divinità tebana; risale alla XXX dinastia egizia (380 - 342 a.C.).

## Descrizione
La scultura, in diorite finemente levigata, è completamente mancante delle gambe dalle ginocchia in giù, ma in ottimo stato di conservazione nell'ingente parte conservatasi. Rappresenta un sacerdote di Amon, stante, il cui nome non è giunto nonostante il pilastro, coperto di iscrizioni geroglifiche, poggiato alle schiena del soggetto.
La posa dell'uomo è fortemente arcaica e i suoi tratti sono fortemente idealizzati. Indossa una parrucca di ricci tipica dell'Antico Regno, conclusosi ben ventitré secoli prima della realizzazione della scultura, e tornata di moda già duecento anni prima, durante la XXVI dinastia. Le braccia sono rigidamente distese lungo il corpo e le mani impugnano oggetti simili a bastoncini, i quali sono in realtà la resa scultorea di due scettri ben più lunghi ma troppo sottili per essere realizzati dallo scultore. La gamba sinistra avanza un passo.
Per contro a tali tendenze arcaicizzanti, il pilastro addossato alla schiena rappresenta un'innovazione della XXX dinastia. Sulla sua sommità, compaiono gli dèi Amon, Mut e Khonsu, cui seguono tre linee verticali di iscrizioni geroglifiche.

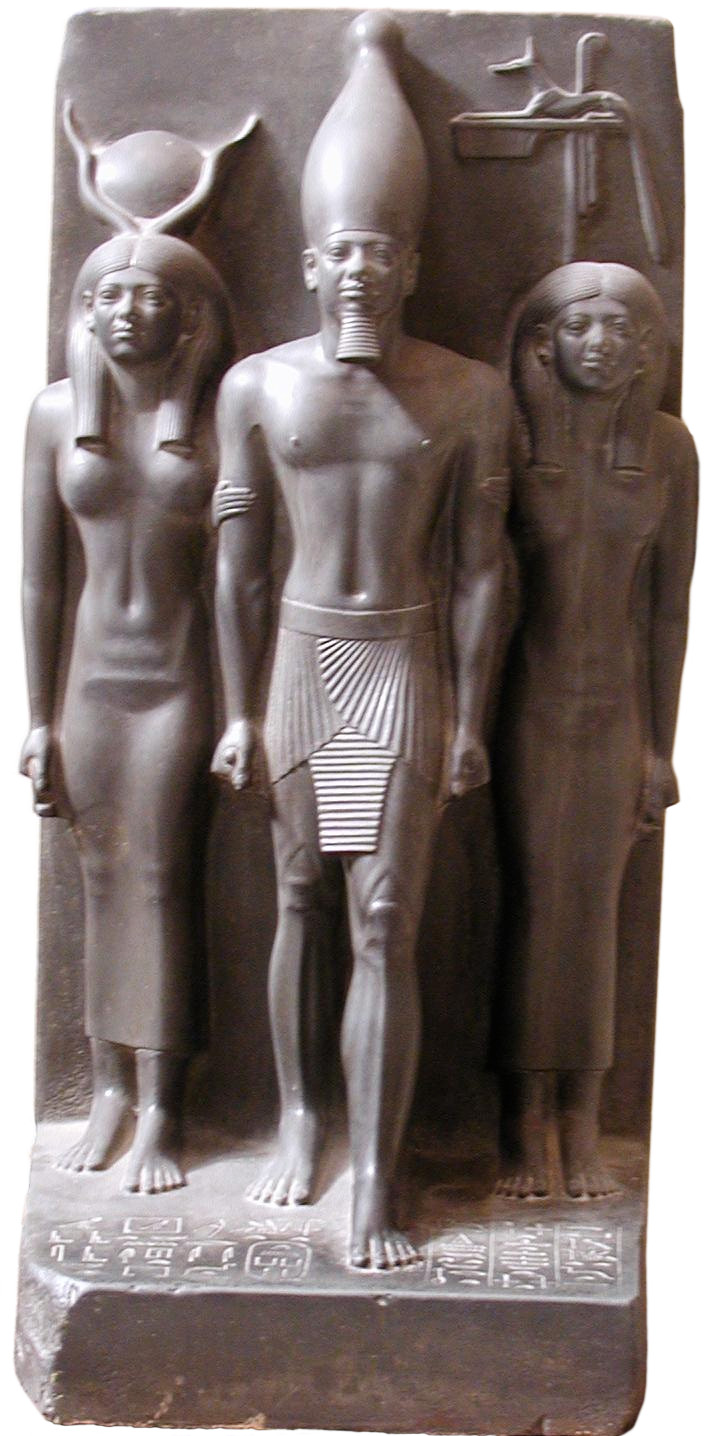
Statua di Micerino fra Hathor e Anput, risalente al 2530/2500 a.C. (Antico Regno). Da notare gli stilemi ripresi ventitré secoli dopo dalla "Statua Dattari".